# ミケル・ブラヒリカ
ミケル・ブラヒリカ（Mikel Brahilika 、1999年8月5日 - ）は、アルバニア・ティラナ出身のプロサッカー選手。カテゴリア・エ・パラ・ルフテタリ所属。ポジションは、ディフェンダー。

## 経歴
2020年1月、イリリアから、アルバニア・スーペルリーガのルフテタリに入団した。3月8日、1-1で引き分けたホームのバイリス戦の53分にアメル・ドゥカとの交代出場でプロデビューを果たした。